# Adisak Srikampang
Adisak Srikampang (tiếng Thái: อดิศักดิ์ ศรีกำปัง, sinh ngày 14 tháng 1 năm 1985), còn được biết với tên đơn giản Ae (tiếng Thái: เอ๋). Anh là một cầu thủ bóng đá từ Rayong, Thái Lan. Hiện tại anh thi đấu cho Police Tero ở Giải bóng đá Ngoại hạng Thái Lan.

## Đời sống cá nhân
Anh trai của Adisak, Sila Srikampang, cũng là một cầu thủ bóng đá và thi đấu ở vị trí hậu vệ phải.